# Kenneth Churchill
Kenneth Churchill (Kenneth Maurice „Ken“ Churchill; * 20. Oktober 1910 in Hollister, Kalifornien; † 4. Oktober 1980 ebd.) war ein US-amerikanischer Speerwerfer.
Im Olympiajahr 1932 siegte er bei den US-Ausscheidungskämpfen mit seiner persönlichen Bestweite von 67,43 m und qualifizierte sich damit für die Spiele in Los Angeles, bei denen er mit 63,24 m Fünfter wurde.
Für die University of California, Berkeley startend wurde er 1930 und 1931 NCAA-Meister.